# Nina Žižić
Nina Žižić (in cirillico: Нина Жижић?; Nikšić, 20 aprile 1985) è una cantante montenegrina.
Ha rappresentato il Montenegro all'Eurovision Song Contest 2013 con il brano Ingranka insieme agli Who See, e nuovamente nel 2025 con il brano Dobrodošli.

## Biografia
Nata nella Repubblica Socialista di Montenegro, Nina Žižić ha frequentato l'Università del Montenegro di Podgorica, dove ha studiato inglese e letteratura.
La sua carriera musicale è iniziata nel 2004, quando è entrata a far parte del girl group Negre con cui ha preso parte a Evropesma, la selezione serbo-montenegrina per l'Eurovision Song Contest, piazzandosi terze con l'inedito K'o nijedna druga. Dopo l'abbandono dal gruppo nel 2006 per intraprendere una carriera da solista, la Žižić ha partecipato a Montevizija, la pre-selezione montenegrina per selezionare i candidati regionali per l'Evropesma, classificandosi 17ª con il brano Potraži me.
Nel dicembre 2012 l'emittente radiotelevisiva RTCG ha selezionato internamente l'artista, assieme al duo musicale Who See, come rappresentanti montenegrini all'Eurovision Song Contest 2013 a Malmö. Il loro brano eurovisivo Ingranka, è stato presentato il successivo 14 marzo 2013. Il pezzo si è piazzato al dodicesimo posto nella prima semifinale, non riuscendo pertanto a qualificarsi per la finale.
Dopo alcuni anni di inattività, dal 2023 ha ripreso a pubblicare musica con il singolo Paranoican. L'anno successivo è stata confermata tra i partecipanti di Montesong 2024, la nuova selezione decretante il rappresentante montenegrino all'Eurovision Song Contest 2025, con il brano Dobrodošli. Nella serata, dove ha ricevuto il massimo punteggio dalla giuria d'esperti, si è piazzata al 2º posto su sedici partecipanti, cedendo la vittoria ai Neonoen con la loro Clickbait. In seguito al ritiro dei Neonoen per via di una controversia, Nina Žižić è stata selezionata internamente dall'emittente montenegrina responsabile della partecipazione eurovisiva del paese, RTCG, come rappresentante nazionale a Basilea. Nel maggio successivo, si è esibita durante la seconda semifinale della manifestazione europea, non riuscendo però a qualificarsi per la finale.

## Discografia

### Singoli
- 2006 – Rijeka suza
- 2006 – Potraži me
- 2007 – Strogo povjerljivo
- 2008 – Druga u meni
- 2008 – Sve što želim
- 2009 – Ja te moliti neću
- 2011 – Zabranjujem
- 2012 – Odlazi
- 2013 – Sama kriva
- 2013 – Klik (con Wikluh Sky)
- 2016 – Kiss You, Goodbye
- 2023 – Paranoican
- 2024 – Dobrodošli

Come artista ospite
- 2013 – Igranka (Who See feat. Nina Žižić)
- 2023 – Common Dreams (Dolce Hera feat. Nina Žižić)